# Дина (филм из 1984)
Дина (енгл. Dune) је научнофантастични филм Дејвида Линча из 1984. године, настао по истоименом роману Френка Херберта из 1965. У главној улози је Кајл Маклаклан као Пол Атрејдис, а у споредним улогама се појављују Стинг, Хосе Ферер, Вирџинија Мадсен, Линда Хант, Патрик Стјуарт, Макс фон Сидоу и Јирген Прохнов. Сниман је у Курубуско студију у Мексико Ситyју, а музику за филм је снимила група Тото. Као и у роману, прича се врти око младића којем је проречено да ће бити „Квизац Хадерах“, месија пустињске планете из наслова који ће стати у одбрану пред кућом Харконена и спасти свемир од зла.
Након успеха романа, покушаји да се „Дина“ пренесе на велики екран почели су још 1971. Али проблеми су настали већ при одабиру редитеља, а у обзир су узети редитељи као што су Дејвид Линч, Алехандро Ходоровски и Ридли Скот. Извршни продуцент Дино Де Лаурентис 1981. је ангажовао Дејвида Линча.
Филм није добро прошао код критике, а није остварио ни запаженији комерцијални успех. По изласку пројекта, редитељ Линч се дистанцирао од њега рекавши како под притиском продуцената и финансијера није могао задржати уметничку контролу и одлучити каква ће бити коначна верзија.
Обожаватељи серијала били су подељени у мишљењима о филму, иако је филм с временом стекао култни статус, а у свету су објављене бар три различите верзије. У неким верзијама филма је замењен Линчов потпис с именом измишљеног редитеља Алана Смитија, псеудонимом који редитељи користе кад се, из разних разлога, на шпици филма не желе потписати правим именом и презименом.

## Радња
Године 10.191, познати свемир је феудални посед којим влада галактички цар Шадам IV. У том времену најцењенија ствар у свемиру је меланж, звана Зачин, која продужава живот, проширује свест, и од великог је значаја за путовање свемиром. Моћни Свемирски еснаф и његови Навигатори користе наранџасти плин за сигурно путовање свемиром користећи се квантном механиком Холцманових генератора, јако сложених машина које "савијају простор" (брод у једном тренутку прелази огромне удаљености).
Четири планете привлаче пажњу Свемирског еснафа: Аракис, пустињска планета и једини извор Зачина у свемиру; Каладан, дом куће Атреид; Гид Прима, дом куће Харконен; и Каитан, дом цара Шадама IV. Еснаф, у страху од завере која би могла угрозити производњу Зачина, шаље Навигатора на Каитан по објашњење од цара који самоуверено открива Еснафу своје планове о уништењу Атреида. Популарност војводе Лета Атреида порасла је у Ландсраду, а како постоји сумња да Лето окупља тајну војску постаје опасност за цара. Шадамов план је дати Атреидима контролу над Аракисом, заменивши Харконенене који би у договорено време кренули у напад на Атреиде. Након што је обавештен о завери, Навигатор заповеда цару да убије војводиног сина, Пола Атреида, младића који има пророчанске снове о свом животном позиву. Тајни покушај убиства привлачи пажњу сестринства Бенегесериткиња, будући да је Пол Атреид повезан са њиховим стогодишњим програмом размножавања у потрази за Квизац Хадерахом.
Пре одласка, стара Часна мајка Гајус Хелен Мохијам ставља Пола на тест. Пол је присиљен да стави руку у кутију која му изазива неиздрживи бол; пролази тест на Мохијамино задовољство, издржавши више бола него било ко пре њега. У међувремену, у индустријском свету Гид Приме, садиста барон Владимир Харконен саопштава својим нећацима Глосу Рабану и Фејд-Раути своје планове о уништењу стогодишњих непријатеља, куће Атреид. Намерава изманипулисати некога јако блиског војводи како би га тај издао.
Атреиди напуштају Каладан и одлазе на Аракис, мистериозни свет бескрајних пустиња, испуњених дивовским пешчаним црвима и пустињским Слободњацима, мистериозним народом који дуги низ година верују како ће им доћи Месија како би им постао вођа у путу у истинску слободу. По доласку на Аракис, војводи Лету један од његових најближих сарадника, Данкан Ајдахо, каже како су Слободњаци јако потцењени будући да их има много и могу се показати као моћан савезник. Војвода Лето стиче поверење народа Аракиса доказавши се као харизматичан вођа. Међутим, пре него што је војвода успео да успостави савезништво са Слободњацима, Харконени покрећу свој напад, много пре него што су се Атреиди надали.
Иако су Атреиди предвидели замку, нису били у могућности да се одупру подмуклом нападу, потпомугнутим царевим елитним одредима, Сардукарима. Убрзо се открива како постоји издајник у властитим редовима, доктор Велингтон Ју. Заробљен, војвода Лето умире у пропалом покушају да убије барона Владимира Харконена употребом капсуле са отровним плином коју му је доктор Ју уградуо у зуб. Његова невенчана жена Џесика и његов син Пол беже у пустињу. Уз Џесикине бенегесеритске вештине и Полове све веће способности, успевају се прикључити групи Слободњака староседелаца. Пол постаје Муад'Диб, религијски и политички лидер слободњака. Учи их како да користе чаробне модуле и почиње уништавање производних погона Зачина. У последње две године производња Зачина је значајно опала. Свемирски еснаф упозорава цара о ситуацији на Аракису јер се Еснаф боји да би Пол могао узети Воду живота. Страхови Свемирског еснафа откривају се Полу у пророчанском сну. Пол пије Воду живота и пада у кому која узнемирује све Бенегесериткиње у свемиру. Вода живота Полу открива неколико визија, а након буђења Пол бива трансформисан и преузима контролу над пешчаним црвима на Аракису. Открива и тајну контроле производње Зачина; вода коју Слободњаци држе у огромним резервоарима може се искористити како би се уништио Зачин. Пол саопштава својој војсци Слободњака да "онај ко може уништити зачин је тај који има контролу." Пол има способност гледања у будућност; цар спрема велику инвазију на Аракис како би вратио контролу над планетом и Зачином.
По царевом доласку на Аракис, Пол започиње завршни напад против Харконена и цара у главном граду Аракину. Његови ратници Слободњаци, наоружани чаробним модулима и јахаћим пешчаним црвима, поражавају цареве легије Сардукара док Полова сестра Алија убија барона Харконена. Пол се суочава са пораженим царом и свети своју породицу у двобоју са Фејд-Раутом Харконеном. Након што је учинио да се Фејдови органи распадну вриском на његов леш, Пол наређује да киша падне на Аракис. Алија открива свима како је Пол Квизац Хадерах.

## Улоге
| Глумац         | Улога                   |
| -------------- | ----------------------- |
| Кајл Маклаклан | Пол Атреид              |
| Франческа Анис | госпа Џесика Атреид     |
| Јирген Прохнов | војвода Лето Атреид     |
| Патрик Стјуарт | Гурни Халек             |
| Кенет Макмилан | барон Владимир Харконен |
| Хосе Ферер     | цар-падишах Шадам IV    |
| Пол Смит       | Глосу Рабан             |
| Стинг          | Фејд-Раута Харконен     |
| Шон Јанг       | Чани                    |
| Бред Дуриф     | Пајтер де Врис          |
| Шиан Филипс    | Гајус Хелен Мохијам     |
| Ричард Џордан  | Данкан Ајдахо           |
| Еверет Макгил  | Стилгар                 |
| Дин Стоквел    | др Велингтон Ју         |
| Макс фон Сидоу | др Лијет-Кајнс          |
| Линда Хант     | Шедаут Мејпс            |